# Halón 1211

Bromoclorodifluorometano.

Halón 1211 (bromoclorodifluorometano) es un compuesto orgánico derivado del metano (CH4), específicamente de un haloalcano. Su fórmula es CF2ClBr. Se usa principalmente como agente extintor, debido a su carácter dieléctrico (no provoca daños en los equipos electrónicos). Es un gas incoloro e inodoro, más denso que el aire y fácilmente licuable. Tiene un alto poder de extinción, no es conductor de la electricidad y presenta una buena visibilidad en su uso en la extinción, por lo que es uno de los agentes extintores más eficaces. A pesar de esto, su uso está prohibido, a excepción de algunos casos muy específicos (recogidos en el Reglamento (CE) 1005/2009) debido a la alta nocividad de estos gases para la capa de ozono de la atmósfera terrestre.
El halón 1211 extingue por inhibición, ya que neutraliza los radicales libres que interfieren en la reacción en cadena. Son eficaces en fuegos de las clases A, B y C,
 y de especial aplicación en instalaciones delicadas, como salas de ordenadores y sistemas electrónicos. Están limitados en los fuegos de clase A con brasas (profundos), en los cuales existe riesgo de reignición, debido a su bajo poder de enfriamiento. No se debe usar sobre incendios de metales o de hidruros metálicos. Su uso más frecuente es en instalaciones fijas mediante inundación total.